# Andi Schmid (Skeletonpilot)
Andreas „Andi“ Schmid ist ein ehemaliger österreichischer Skeletonfahrer.

## Karriere
Schmid war einer der erfolgreichsten Skeletonpiloten der 1980er Jahre. Zusammen mit dem Schweizer Nico Baracchi beherrschte er zwischen 1984 und 1988 die Skeleton-Europameisterschaften. 1984 in Winterberg, 1985 in Sarajevo und 1986 in St. Moritz sowie 1988 in Winterberg hinter Alain Wicki gewann er den Vizeeuropameistertitel. Gewinnen konnte er ihn nur einmal, 1987 in Sarajevo.
Bei Weltmeisterschaften gewann er 1990 in Königssee Silber hinter Michael Grünberger und 1991 in Igls hinter Christian Auer. 1993 in La Plagne gewann er den Weltmeistertitel und wurde 1994 in Altenberg erneut Zweiter, diesmal hinter Gregor Stähli.
In die Skeletongeschichte ging Schmid als erster Gesamtweltcupsieger im Skeleton in der Saison 1986/87 ein. In der folgenden Saison gewann er zwei der drei Rennen und wurde erneut Gesamtweltcupsieger. In der Saison 1988/89 wurde er Dritter des Gesamtweltcups. 1990/91 wiederholte er diesen dritten Platz. 1992 gewann er in St. Moritz wieder ein Weltcuprennen, ebenso 1994. Mit dem zweiten Rang im Gesamtweltcup hinter Christian Auer beendete er nach der Saison 1993/94 seine Karriere. Nach seiner aktiven Laufbahn war er Trainer der österreichischen Skeletonpiloten.